# Pamerek
Pamerek – jezioro w Polsce w województwie warmińsko-mazurskim, w powiecie giżyckim, w gminie Wydminy.

## Położenie
Jezioro leży na Pojezierzu Mazurskim, w mezoregionie Wielkich Jezior Mazurskich, w dorzeczu Pisa–Narew–Wisła. Znajduje się w pobliżu wsi Talki, na południe od jeziora Pamer, z którym połączone jest rowem.
Brzegi w większości są płaskie, gdzieniegdzie wysokie i strome. W otoczeniu znajdują się łąki, miejscami podmokłe oraz pola.
Zbiornik wodny według typologii rybackiej jezior zalicza się do linowo-szczupakowych.
Jezioro leży na terenie obwodu rybackiego Jeziora Pamer w zlewni rzeki Pisa – nr 13. Znajduje się na terenie Obszaru Chronionego Krajobrazu Jezior Orzyskich o łącznej powierzchni 21 153,0 ha.

## Morfometria
Według danych Instytutu Rybactwa Śródlądowego powierzchnia zwierciadła wody jeziora wynosi 13,2 ha. Średnia głębokość zbiornika wodnego to 0,8 m, a maksymalna – 1,8 m. Lustro wody znajduje się na wysokości 146,4 m n.p.m. Objętość jeziora wynosi 115,8 tys. m³. Maksymalna długość jeziora to 620 m a szerokość 350 m. Długość linii brzegowej wynosi 1750 m.
Inne dane uzyskano natomiast poprzez planimetrię jeziora na mapach w skali 1:50 000 według Państwowego Układu Współrzędnych 1965, zgodnie z poziomem odniesienia Kronsztadt. Otrzymana w ten sposób powierzchnia zbiornika wodnego to 16,0 ha